# Mammillaria zeilmanniana
Espèce
Statut CITES
Mammillaria  zeilmanniana est une espèce de plante ornementale de la famille des Cactaceae.

## Description
Cactus cylindrique. Tige vert foncé brillant. Aiguillons blancs et rouges-bruns dont un en forme d'hameçon (Cactus hameçon). Les fleurs sont disposées en couronne autour de l'apex. Elles sont de couleur rose; il existe une forme aux fleurs blanches.

## Synonymes
- Mammillaria crinita
- Neomammillaria zeilmanniana
- Chilita zeilmanniana
- Ebnerella zeilmanniana

## Répartition
San Miguel de Allende, Guanajuato, Mexique.

## Habitats
Sur calcaire entre 1000 et 2000 m dans les zones semi-désertiques au climat sec et tempéré.